# The Final Separation
The Final Separation è un album dei Bulldozer del 1986.

## Tracce
1. Final Separation – 4:50
2. Ride Hard-Die Fast – 3:59
3. The Cave – 4:34
4. Sex Symbols's Bullshit – 3:31
5. "Don" Andras – 3:04
6. Never Relax! – 5:35
7. Don't Trust the "Saint" – 4:28
8. The Death of Gods – 10:05

Traccia bonus ristampa Metal Mind Productions (2007)
1. Another Beer (It's What I Need) – 3:15 – (tratta dal singolo Fallen Angel del 1984)